# Croácia no Festival Eurovisão da Canção
A Croácia participou no Festival Eurovisão da Canção, até ao momento, 30 vezes, estreando-se em 1993 e estando ausente apenas 2 vezes, em 2014 e em 2015.
Até 2014 (ano em que não participou) era, juntamente com Suécia, Malta e os países dos Big Five (à exceção da Alemanha e Itália), um dos países que não tinha faltado a qualquer edição do Festival Eurovisão da Canção desde 1993, quando os países com os resultados mais baixos do ano, eram relegados, e também um dos países mais antigos que não havia falhado nenhuma edição desde a sua estreia.

## História

### Antecedentes
Entre 1961 e 1992, a Croácia participou como parte da Jugoslávia em 1963, 1968, 1969, 1971, 1972, 1986, 1987, 1988, 1989 e 1990, tendo organizado o Festival Eurovisão da Canção apenas uma vez, em 1990, depois da vitória dos Riva pela Jugoslávia no Festival Eurovisão da Canção 1989.

### Anos 90
Após a dissolução da Jugoslávia em 1991, a emissora pública nacional croata Hrvatska radiotelevizija (HRT) organizou o Crovizija, um festival para selecionar um representante croata para o Festival Eurovisão da Canção 1992. Se a HRT fosse membro da União Europeia de Radiodifusão, a primeira participação croata na Eurovisão teria sido a banda Magazin com "Aleluja". No ano seguinte, a emissora croata tornou-se membro da UER, tendo organizado uma final nacional, a Dora, que escolheu a banda Put, com a canção "Don't ever cry" como a primeira participação do país.
Até ao final da década de 1990, a Croácia conquistou 4 tops 10, incluindo as melhores classificações até hoje, dois 4ºs lugares, em 1996 e 1999. Juntamente com o Chipre, Malta, Noruega, Portugal e Suécia, a Croácia nunca foi relegada durante a ddécada de 1990 e, ao contrário de Chipre, Noruega e Portugal, nunca foi relegada no início do século XXI. O modelo de relegação significava que o país teria que ficar de fora da disputa subsequente devido à má colocação.

### Século XXI
Apesar de um início bem-sucedido (2 tops 10), o país acabaria por passar por um período de maus resultados, como a sua primeira não-qualificação em 2007, e o seu primeiro período de desistência (entre 2014 e 2015). O país voltaria a marcar presença na final em 2016, 2017 e 2023.

## Modelo de seleção
Durante grande parte da história da Croácia no Festival Eurovisão da Canção, os representantes do país foram escolhidos através do festival Dora, que foi usado como método de seleção entre 1993 e 2011, e desde 2019. Nos restantes anos, foram usadas seleções internas.
| Ano  | Nome                                             | Data(s)                                        | Processo de seleção                                                                   | Modelo de votação                                                                            | Refs.  |
| ---- | ------------------------------------------------ | ---------------------------------------------- | ------------------------------------------------------------------------------------- | -------------------------------------------------------------------------------------------- | ------ |
| 1993 | Dora                                             | 28 de fevereiro                                | 1 final, com um total de 15 canções                                                   | Júri regional (100%)                                                                         | [ 9 ]  |
| 1994 | Dora                                             | 20 de março                                    | 1 final, com um total de 21 canções                                                   | Júri regional (100%)                                                                         | [ 10 ] |
| 1995 | Dora                                             | 12 de março                                    | 1 final, com um total de 20 canções                                                   | Júri regional (100%)                                                                         | [ 11 ] |
| 1996 | Dora                                             | 3 de março                                     | 1 final, com um total de 20 canções                                                   | Júri regional (100%)                                                                         | [ 12 ] |
| 1997 | Dora                                             | 9 de março                                     | 1 final, com um total de 20 canções                                                   | Júri regional (100%)                                                                         | [ 13 ] |
| 1998 | Dora                                             | 6 de março                                     | 1 final, com um total de 20 canções                                                   | Júri regional (100%), com o televoto a contar como júri adicional                            | [ 14 ] |
| 1999 | Dora                                             | 7 de março                                     | 1 final, com um total de 24 canções                                                   | Júri regional (100%), com o televoto a contar como júri adicional                            | [ 15 ] |
| 2000 | Dora                                             | 19 de fevereiro                                | 1 final, com um total de 26 canções                                                   | Júri regional (100%), com o televoto a contar como júri adicional                            | [ 16 ] |
| 2001 | Dora                                             | 4 de março                                     | 1 final, com um total de 20 canções                                                   | Júris regionais (25%), júri especializado (25%), televoto regional (25%) e voto online (25%) | [ 17 ] |
| 2002 | Dora                                             | 10 de março                                    | 1 final, com um total de 20 canções                                                   | Júris regionais (25%), júri especializado (25%), televoto regional (25%) e voto online (25%) | [ 18 ] |
| 2003 | Dora                                             | 7-9 de março                                   | 2 semifinais e 1 final, com um total de 24 canções                                    | Televoto regional (100%)                                                                     | [ 19 ] |
| 2004 | Dora                                             | 12-14 de março                                 | 2 semifinais e 1 final, com um total de 24 canções                                    | Televoto regional (50%) e voto online (50%)                                                  | [ 20 ] |
| 2005 | Dora                                             | 7 de fevereiro-5 de março                      | 10 quartos de final, 2 semifinais, 1 final e 1 superfinal, com um total de 20 canções | Júri (50%) e televoto (50%), na final, televoto (100%), na superfinal                        | [ 21 ] |
| 2006 | Dora                                             | 2-4 de março                                   | 2 semifinais e 1 final, com um total de 32 canções                                    | Júri (50%) e televoto (50%)                                                                  | [ 22 ] |
| 2007 | Dora                                             | 1-3 de março                                   | 2 semifinais e 1 final, com um total de 32 canções                                    | Júri (50%) e televoto (50%)                                                                  | [ 23 ] |
| 2008 | Dora                                             | 22-23 de fevereiro                             | 1 semifinal e 1 final, com um total de 24 canções                                     | Júri (50%) e televoto (50%)                                                                  | [ 24 ] |
| 2009 | Dora                                             | 27-28 de fevereiro                             | 1 semifinal e 1 final, com um total de 24 canções                                     | Júri (50%) e televoto (50%)                                                                  | [ 25 ] |
| 2010 | Dora                                             | 5-6 de março                                   | 1 semifinal e 1 final, com um total de 24 canções                                     | Júri (50%) e televoto (50%)                                                                  | [ 26 ] |
| 2011 | Dora                                             | 22 de janeiro-5 de março                       | 4 eliminatórias, 1 quarto de final, 1 semifinal, 1 final e 1 superfinal               | Júri (50%) e televoto (50%), na final, e televoto (100%), na superfinal                      | [ 27 ] |
| 2012 |                                                  | Artista: 10 de janeiro Canção: 18 de fevereiro | Seleção interna                                                                       |                                                                                              | [ 28 ] |
| 2013 | Artista: 11 de fevereiro Canção: 27 de fevereiro | [ 29 ]                                         | Seleção interna                                                                       |                                                                                              |        |
| 2016 | Artista: 24 de fevereiro Canção: 9 de março      | [ 30 ]                                         | Seleção interna                                                                       |                                                                                              |        |
| 2017 | Artista: 17 de fevereiro Canção: 2 de março      | [ 31 ]                                         | Seleção interna                                                                       |                                                                                              |        |
| 2018 | Artista: 13 de fevereiro Canção: 6 de março      | [ 32 ]                                         | Seleção interna                                                                       |                                                                                              |        |
| 2019 | Dora                                             | 16 de fevereiro                                | 1 final, com um total de 16 canções                                                   | Júri regional (50%) e público (50%)                                                          | [ 33 ] |
| 2020 | Dora                                             | 29 de fevereiro                                | 1 final, com um total de 16 canções                                                   | Júri regional (50%) e público (50%)                                                          | [ 34 ] |
| 2021 | Dora                                             | 13 de fevereiro                                | 1 final, com um total de 14 canções                                                   | Júri regional (50%) e público (50%)                                                          | [ 35 ] |
| 2022 | Dora                                             | 19 de fevereiro                                | 1 final, com um total de 14 canções                                                   | Júri regional (50%) e público (50%)                                                          | [ 36 ] |
| 2023 | Dora                                             | 11 de fevereiro                                | 1 final, com um total de 18 canções                                                   | Júri regional (50%) e público (50%)                                                          | [ 37 ] |
| 2024 | Dora                                             | 22-25 de fevereiro                             | 2 semifinais e 1 final, com um total de 24 canções                                    | Júri (50%) e televoto (50%)                                                                  | [ 38 ] |

## Galeria

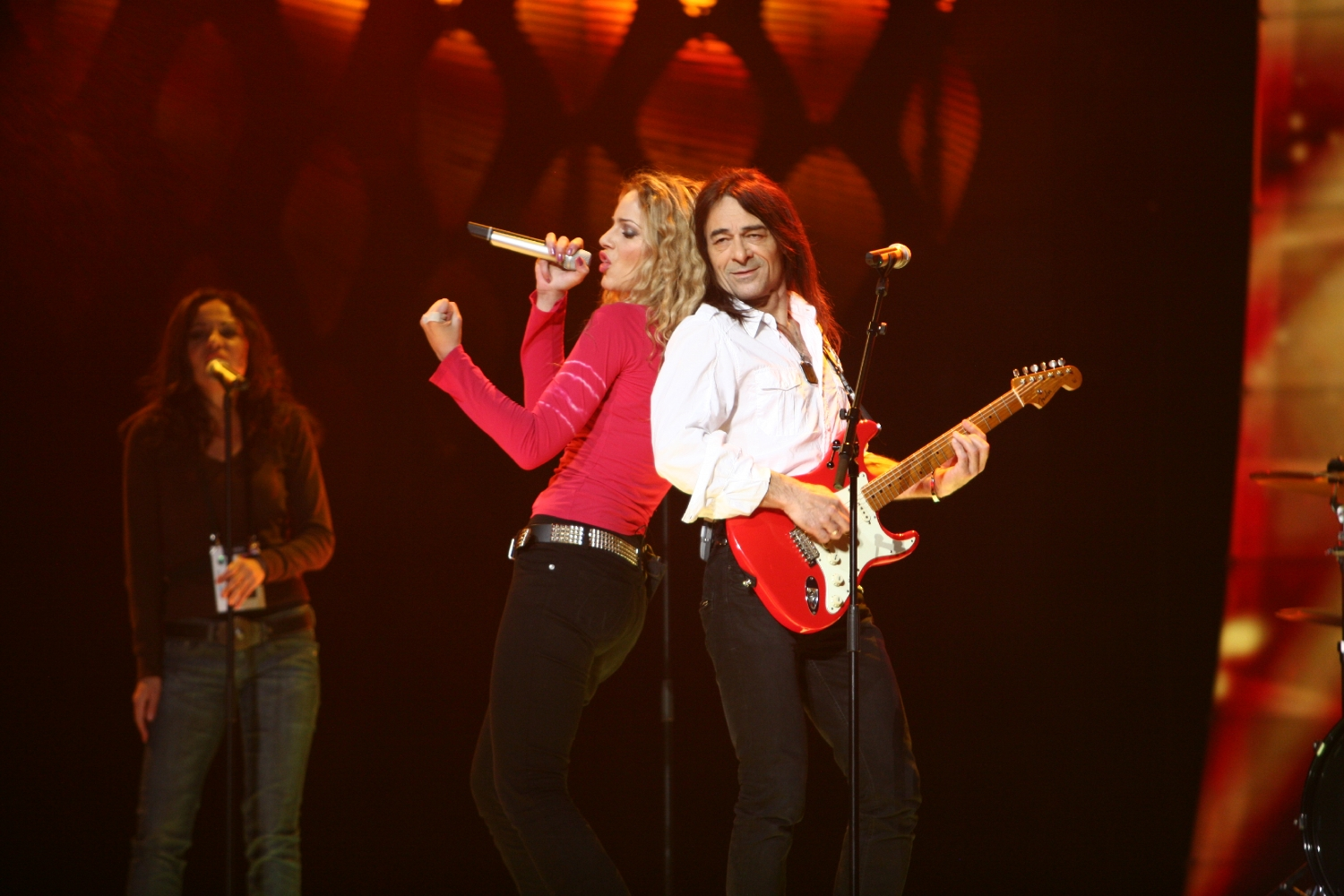
Dragonfly e Dado Topić em Helsínquia (2007)
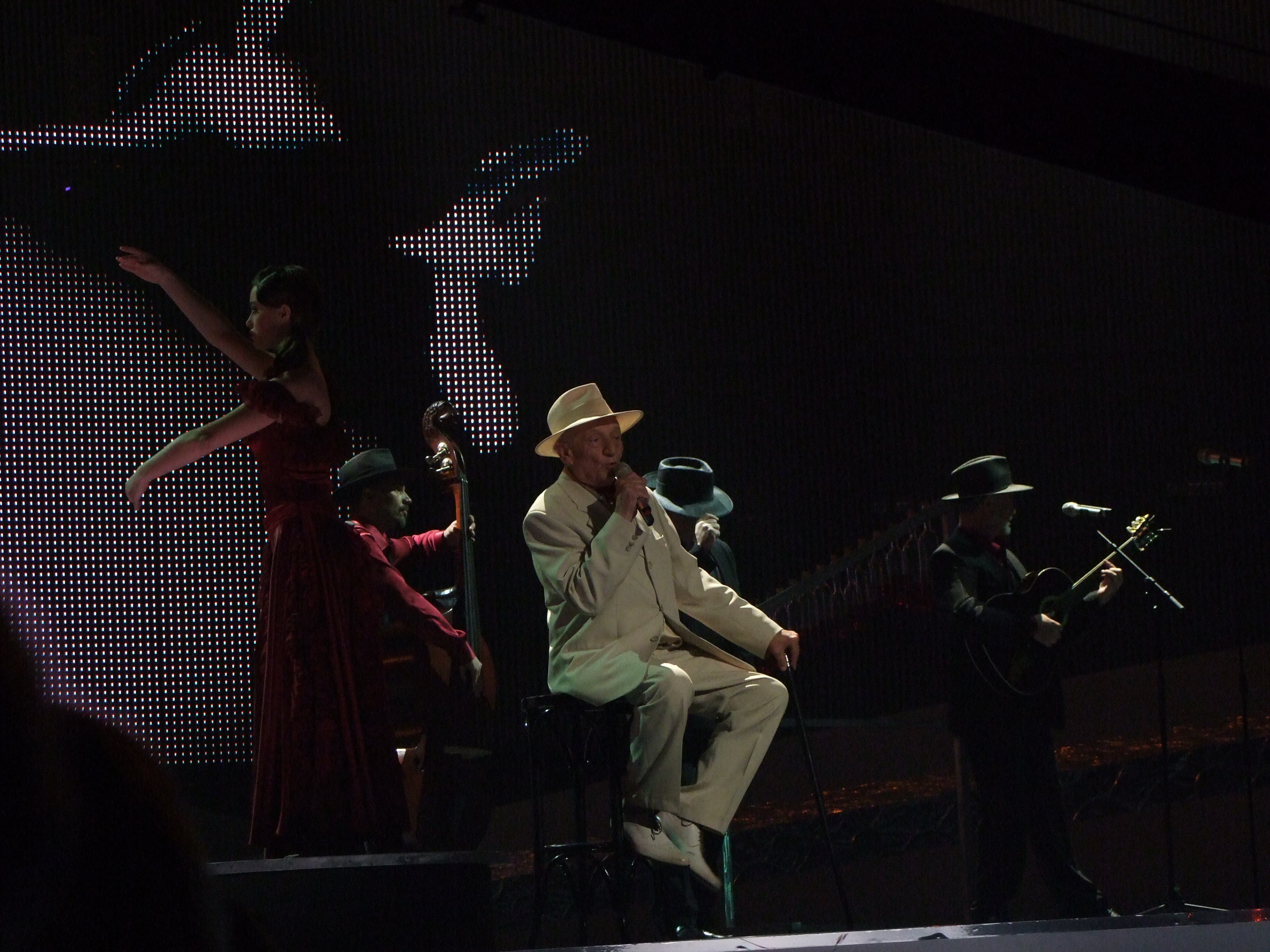
Kraljevi Ulice & 75 Cents em Belgrado (2008)
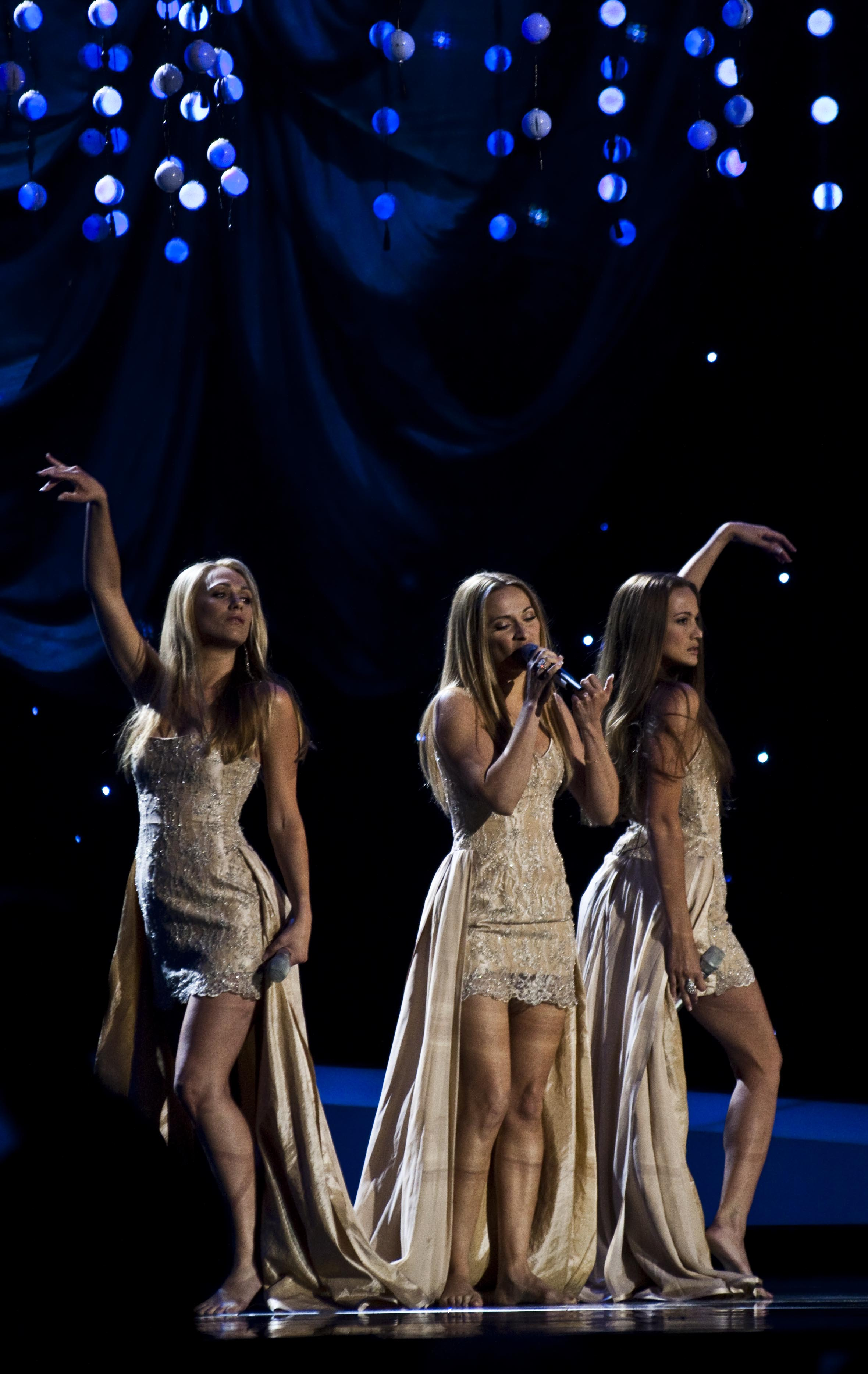
Feminnem em Oslo (2010)
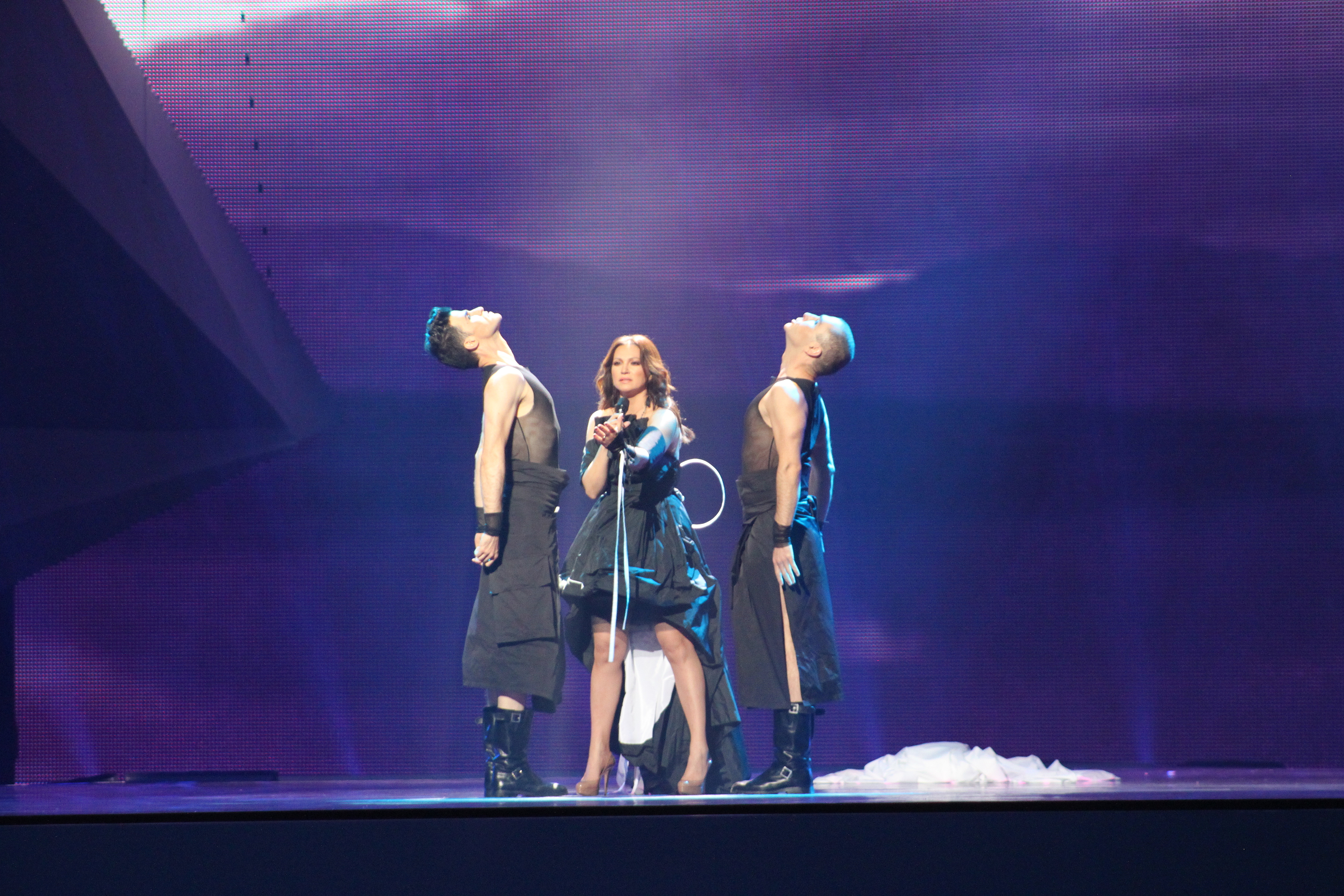
Nina Badrić em Baku (2012)
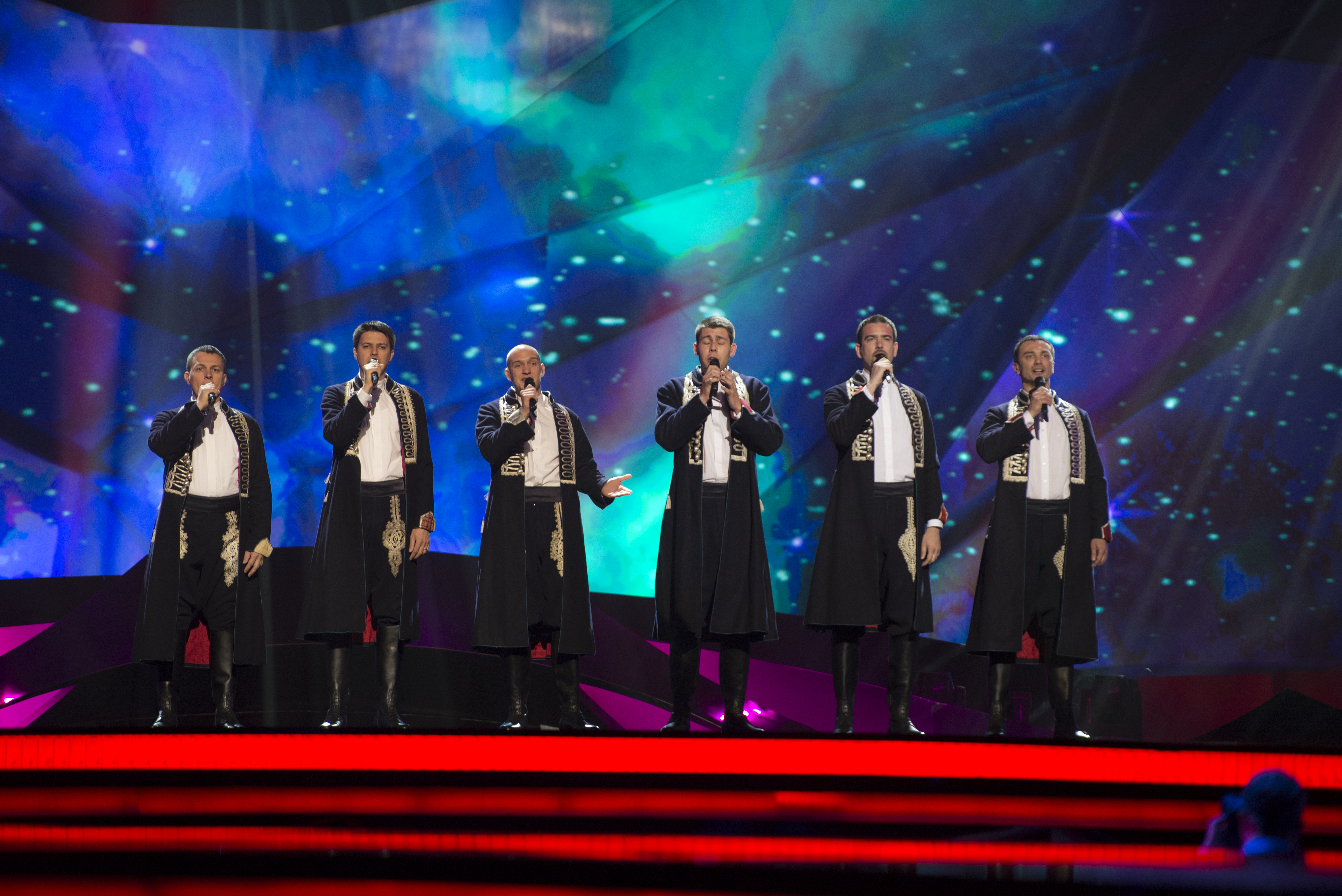
Klapa s Mora em Malmö (2013)
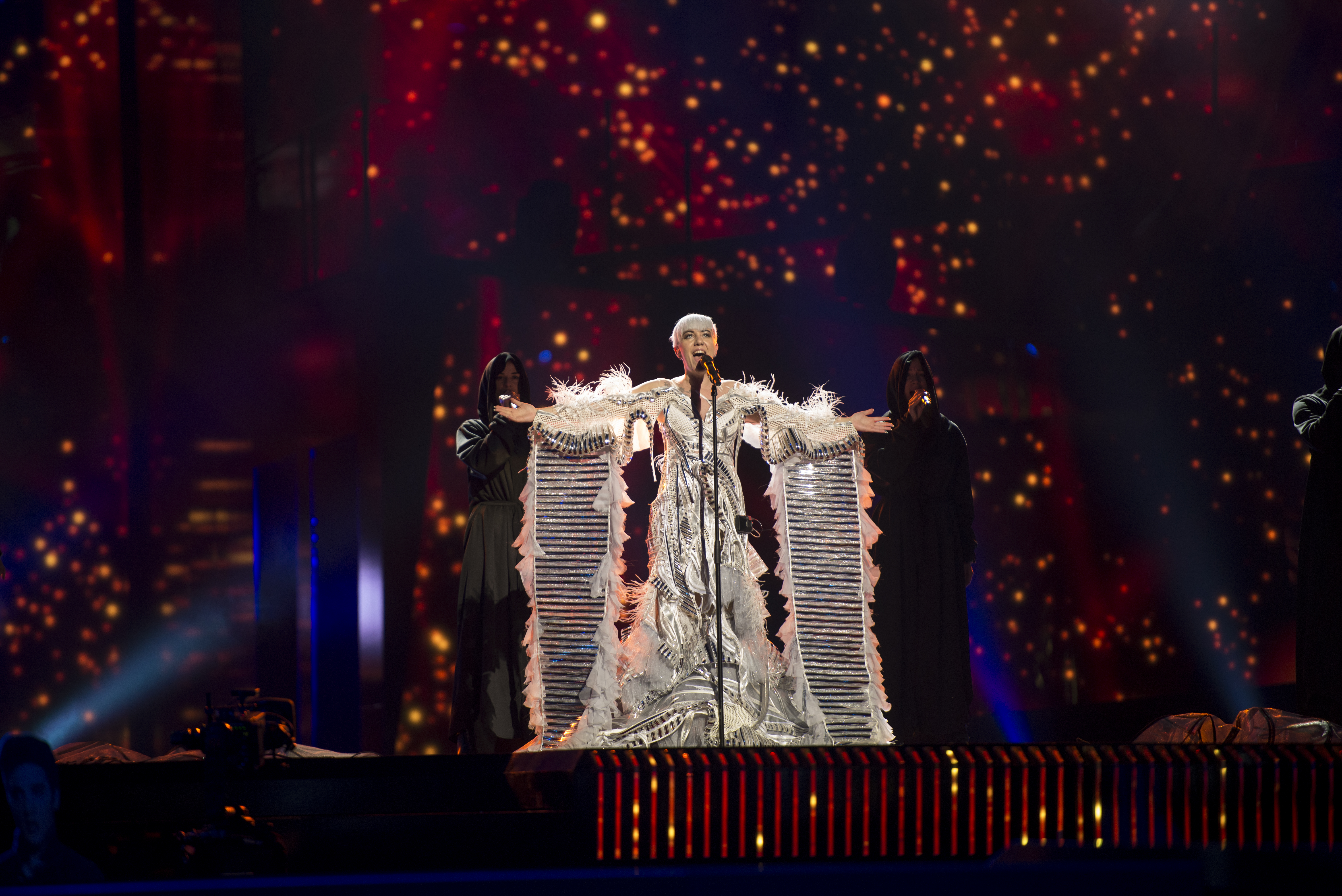
Nina Kraljić em Estocolmo (2016)
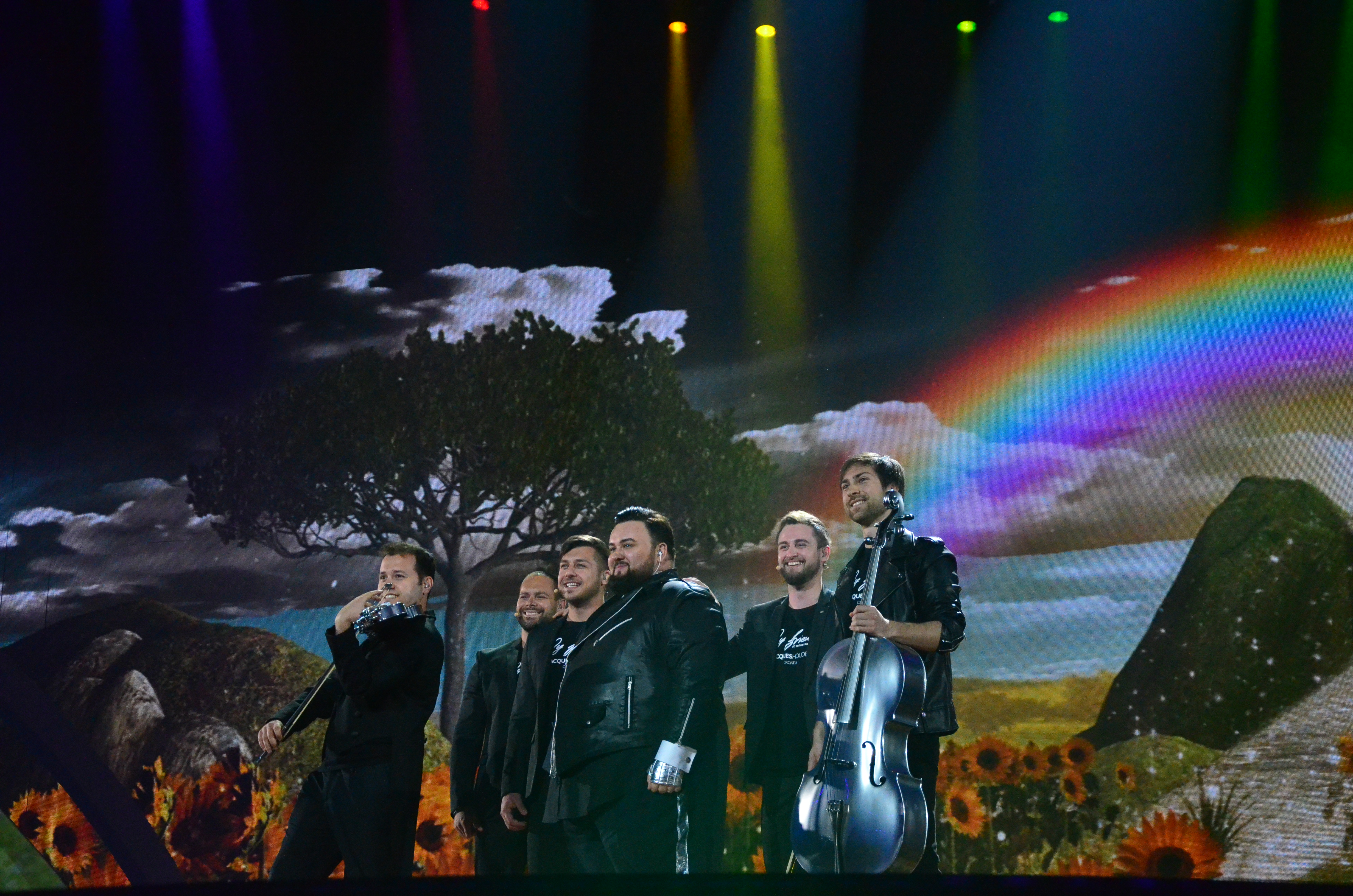
Jacques Houdek em Kiev (2017)
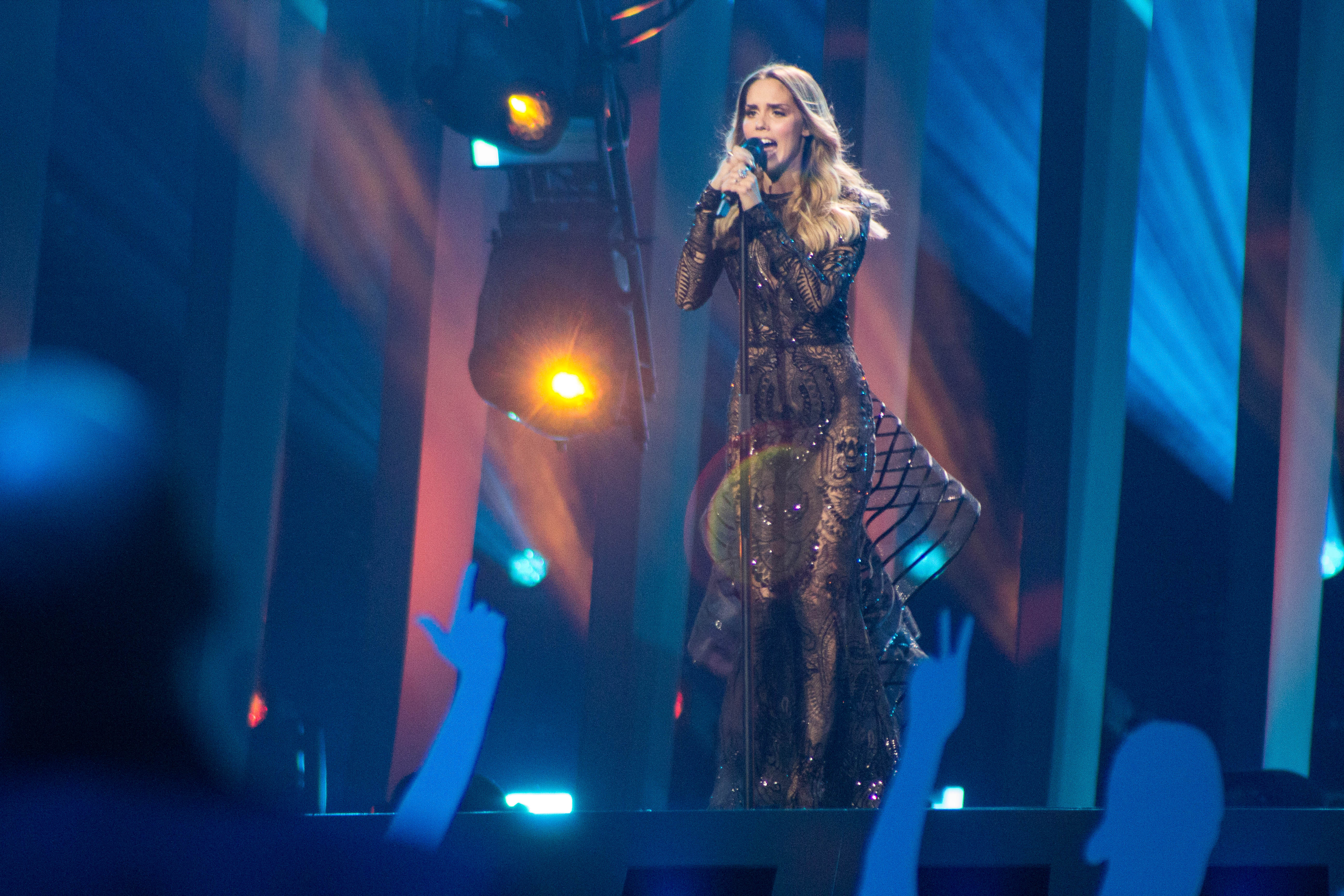
Franka Batelić em Lisboa (2018)
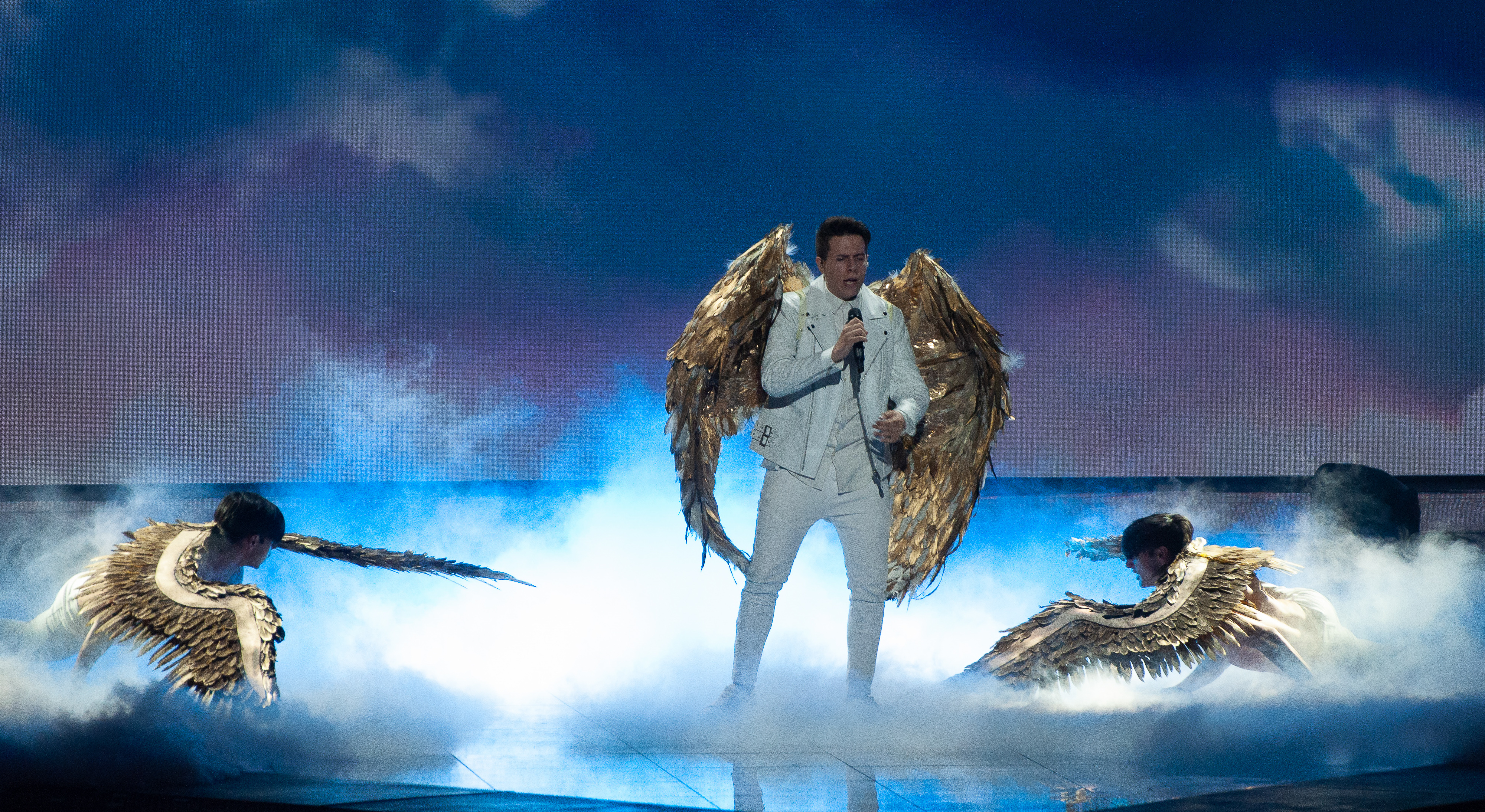
Roko em Tel Aviv (2019)
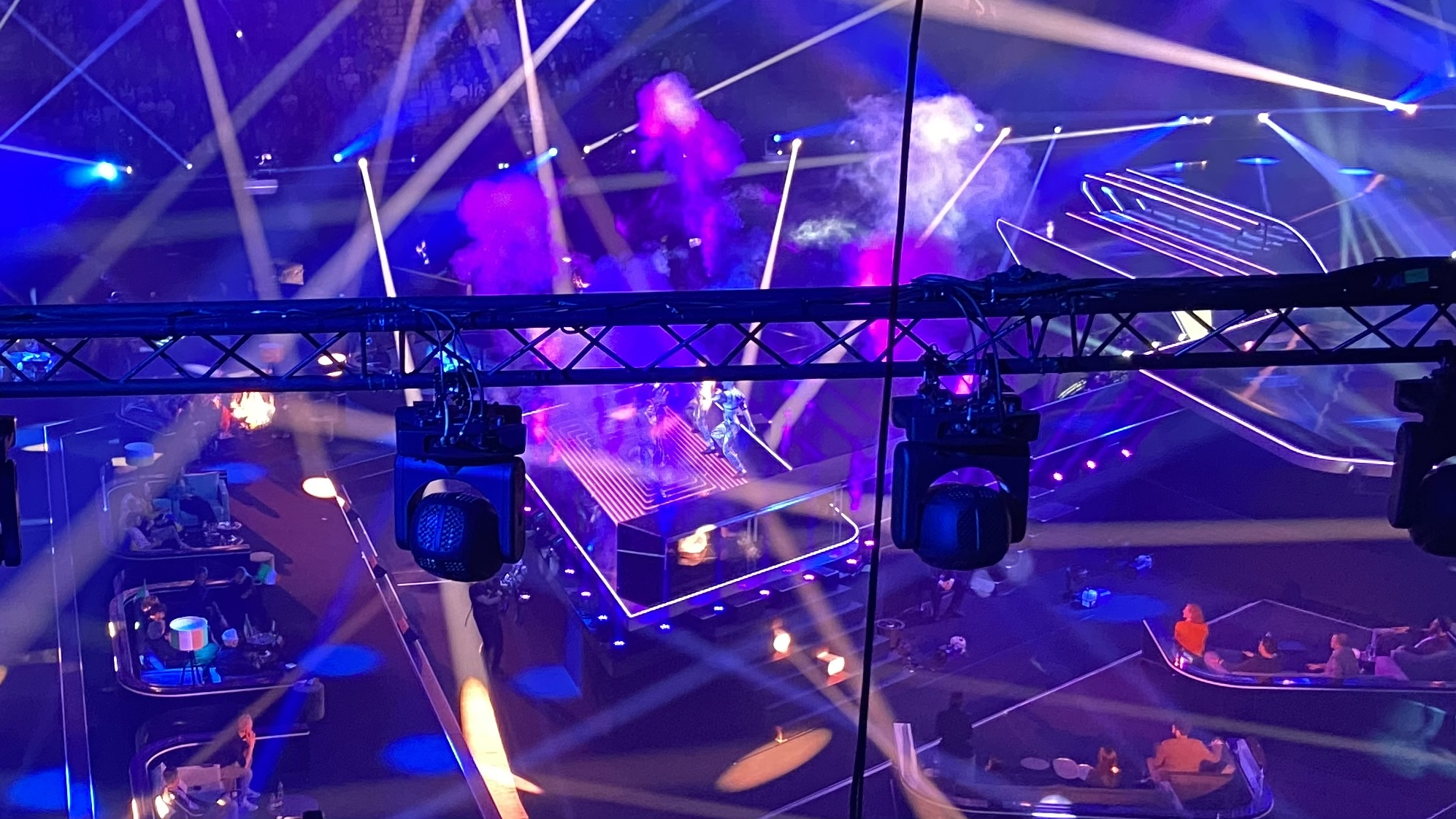
Albina em Roterdão (2021)
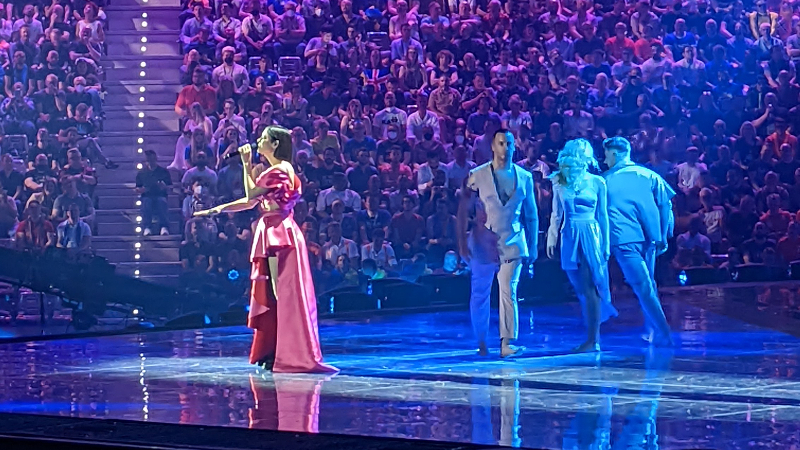
Mia Dimšić em Turim (2022)
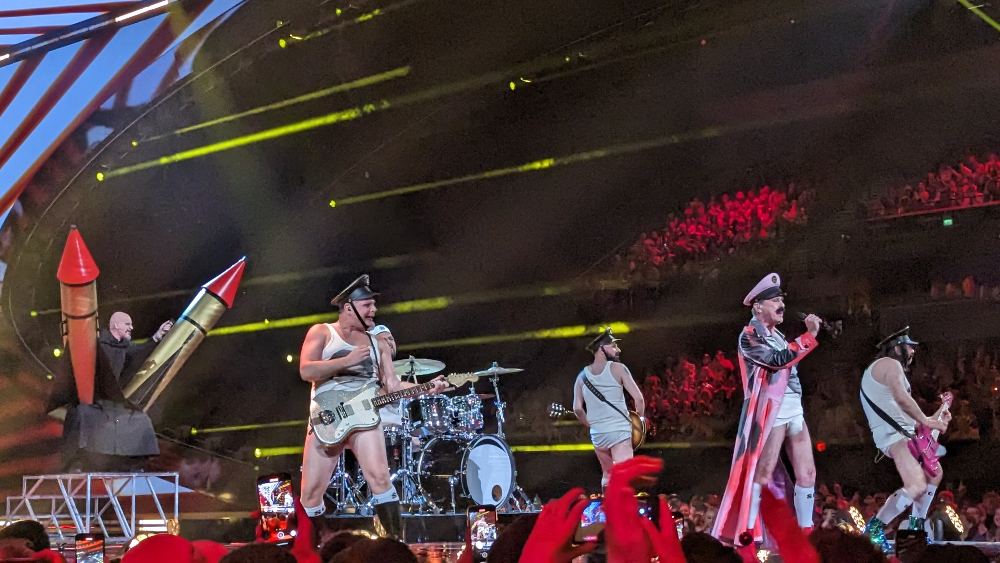
Let 3 em Liverpool (2023)
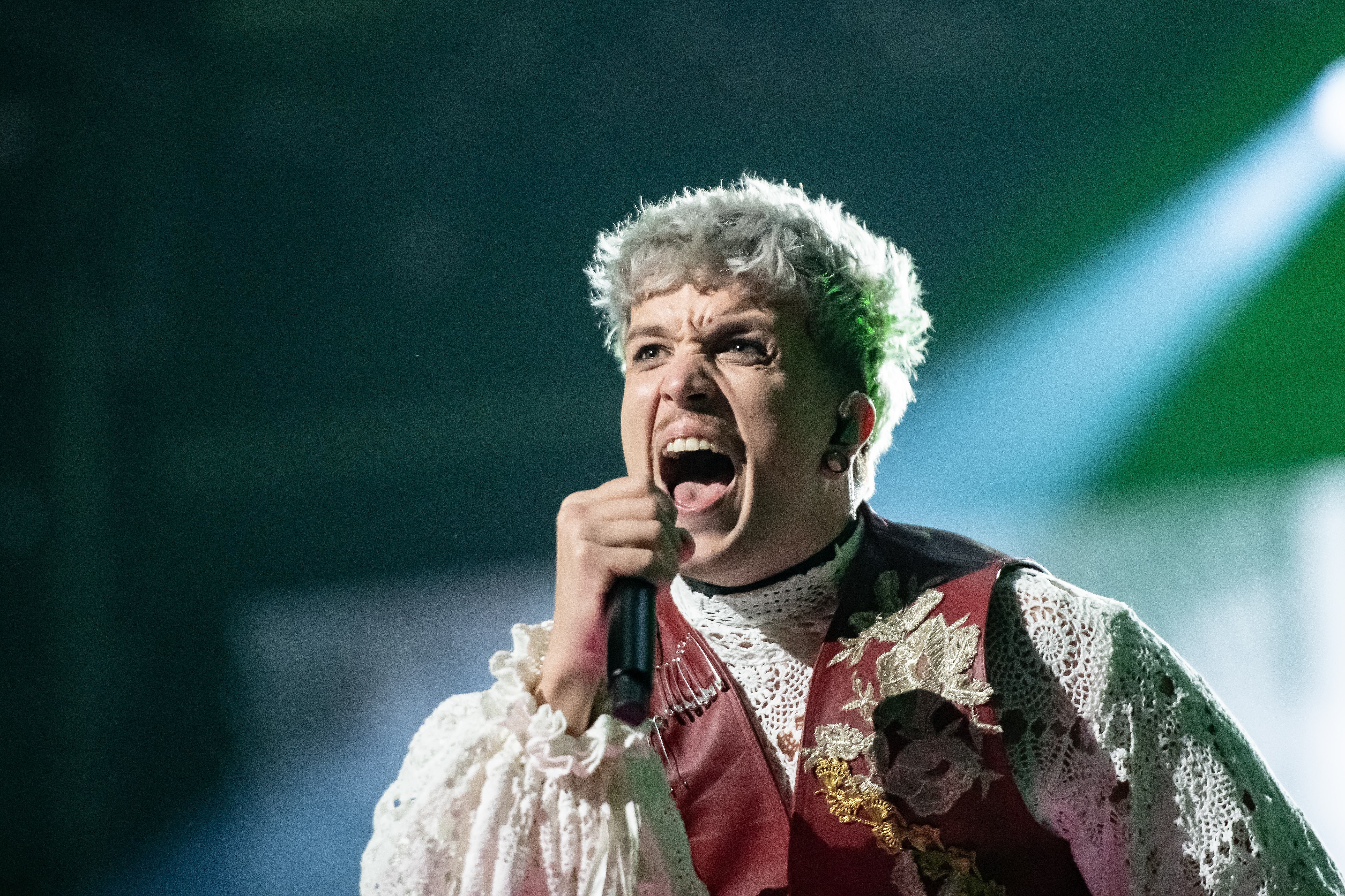
Baby Lasagna em Malmö (2024)

## Participações
Legenda
     Vencedor
     2.º lugar
     3.º lugar
     Pontuação Nula ("Null Points")/Último Lugar
     Melhor classificação (fora do top 3)
     Qualificação para a final (fora do top 3)
     País-anfitrião
     Desclassificado
| #                                | Ano             | Artista                        | Canção                                                | Língua            | Final                    | Pontos                   | Semi                     | Pontos                   |
| -------------------------------- | --------------- | ------------------------------ | ----------------------------------------------------- | ----------------- | ------------------------ | ------------------------ | ------------------------ | ------------------------ |
| 1º                               | Millstreet 1993 | Put                            | "Don't ever cry" Nunca chores                         | Croata & Inglês   | 15º                      | 33                       | 3º                       | 51                       |
| 2º                               | Dublin 1994     | Tony Cetinski                  | "Nek' ti bude ljubav sva" Podes ficar com todo o amor | Croata            | 16º                      | 27                       | Sem Semi-Finais          | Sem Semi-Finais          |
| 3º                               | Dublin 1995     | Magazin & Lidija Horvat-Dunjko | "Nostalgija" Nostalgia                                | Croata            | 6º                       | 91                       | Sem Semi-Finais          | Sem Semi-Finais          |
| 4º                               | Oslo 1996       | Maja Blagdan                   | "Sveta ljubav" Amor divino                            | Croata            | 4º                       | 98                       | 19º                      | 30                       |
| 5º                               | Dublin 1997     | E.N.I.                         | "Probudi me" Acorda-me                                | Croata            | 17º                      | 24                       | Sem Semi-Finais          | Sem Semi-Finais          |
| 6º                               | Birmingham 1998 | Danijela                       | "Neka mi ne svane" Que a madrugada nunca chegue       | Croata            | 5º                       | 131                      | Sem Semi-Finais          | Sem Semi-Finais          |
| 7º                               | Jerusalém 1999  | Doris Dragović                 | "Marija Magdalena"                                    | Croata            | 4º                       | 118                      | Sem Semi-Finais          | Sem Semi-Finais          |
| 8º                               | Estocolmo 2000  | Goran Karan                    | "Kad zaspu anđeli" Quando os anjos caem no sono       | Croata            | 9º                       | 70                       | Sem Semi-Finais          | Sem Semi-Finais          |
| 9º                               | Copenhaga 2001  | Vanna                          | "Strings of My Heart" As cordas do meu coração        | Inglês            | 10º                      | 42                       | Sem Semi-Finais          | Sem Semi-Finais          |
| 10º                              | Tallinn 2002    | Vesna Pisarović                | "Everything I Want" Tudo o que eu quero               | Inglês            | 11º                      | 44                       | Sem Semi-Finais          | Sem Semi-Finais          |
| 11º                              | Riga 2003       | Claudia Beni                   | "Više nisam tvoja" Nunca mais serei tua               | Croata & Inglês   | 15º                      | 29                       | Sem Semi-Finais          | Sem Semi-Finais          |
| 12º                              | Istambul 2004   | Ivan Mikulić                   | "You Are the Only One" Tu és a única                  | Inglês            | 12º                      | 50                       | 9º                       | 72                       |
| 13º                              | Kiev 2005       | Boris Novković e Lado Members  | "Vukovi umiru sami" Os polvos morrem sozinhos         | Croata            | 11º                      | 115                      | 4º                       | 169                      |
| 14º                              | Atenas 2006     | Severina                       | "Moja štikla" O meu salto alto                        | Croata            | 12º                      | 56                       | Top 11 no ano anterior   | Top 11 no ano anterior   |
| 15º                              | Helsínquia 2007 | Dragonfly e Dado Topić         | "Vjerujem u ljubav" Eu acredito no amor               | Croata & Inglês   | Não se qualificou        | Não se qualificou        | 16º                      | 54                       |
| 16º                              | Belgrado 2008   | Kraljevi Ulice & 75 Cents      | "Romanca" Romance                                     | Croata            | 21º                      | 44                       | 3º                       | 112                      |
| 17º                              | Moscovo 2009    | Igor Cukrov e Andrea           | "Lijepa Tena" Linda Tena                              | Croata            | 18º                      | 45                       | 13º                      | 33                       |
| 18º                              | Oslo 2010       | Feminnem                       | "Lako je sve" Tudo é fácil                            | Croata            | Não se qualificou        | Não se qualificou        | 13º                      | 33                       |
| 19º                              | Düsseldorf 2011 | Daria                          | "Celebrate" Celebrar                                  | Inglês            | Não se qualificou        | Não se qualificou        | 15º                      | 41                       |
| 20º                              | Baku 2012       | Nina Badrić                    | "Nebo" Paraíso                                        | Croata            | Não se qualificou        | Não se qualificou        | 12º                      | 42                       |
| 21º                              | Malmö 2013      | Klapa s Mora                   | "Mižerja" Miséria                                     | Croata            | Não se qualificou        | Não se qualificou        | 13º                      | 38                       |
| Não participou entre 2014 e 2015 |                 |                                |                                                       |                   |                          |                          |                          |                          |
| 22º                              | Estocolmo 2016  | Nina Kraljić                   | "Lighthouse" Farol                                    | Inglês            | 23º                      | 73                       | 10º                      | 133                      |
| 23º                              | Kiev 2017       | Jacques Houdek                 | "My Friend" Meu amigo                                 | Inglês & Italiano | 13º                      | 128                      | 8º                       | 141                      |
| 24º                              | Lisboa 2018     | Franka Batelić                 | "Crazy" Louco                                         | Inglês            | Não se qualificou        | Não se qualificou        | 17º                      | 63                       |
| 25º                              | Tel Aviv 2019   | Roko                           | "The Dream" O sonho                                   | Inglês & Croata   | Não se qualificou        | Não se qualificou        | 14º                      | 64                       |
|                                  | Roterdão 2020   | Damir Kedžo                    | "Divlji Vjetre" Ventos selvagens                      | Croata            | A edição não se realizou | A edição não se realizou | A edição não se realizou | A edição não se realizou |
| 26º                              | Roterdão 2021   | Albina                         | "Tick-Tock"                                           | Inglês & Croata   | Não se qualificou        | Não se qualificou        | 11º                      | 110                      |
| 27º                              | Turim 2022      | Mia Dimšić                     | "Guilty Pleasure" Prazer Culposo                      | Inglês & Croata   | Não se qualificou        | Não se qualificou        | 11º                      | 75                       |
| 28º                              | Liverpool 2023  | Let 3                          | "Mama ŠČ!"                                            | Croata            | 13º                      | 123                      | 8º                       | 76                       |
| 29º                              | Malmö 2024      | Baby Lasagna                   | "Rim Tim Tagi Dim"                                    | Inglês            | 2º                       | 547                      | 1º                       | 177                      |
| 30º                              | Basileia 2025   | Marko Bošnjak                  | "Poison Cake" Bolo venenoso                           | Inglês            | Não se qualificou        | Não se qualificou        | 12º                      | 28                       |

| Ano             | Artista              | Canção             | Final             | Final             | Final             | Final             | Final             | Final             | Semi            | Semi            | Semi            | Semi            | Semi | Semi   |
| Ano             | Artista              | Canção             | Tlv.              | Pontos            | Júri              | Pontos            | Cl.               | Pontos            | Tlv.            | Pontos          | Júri            | Pontos          | Cl.  | Pontos |
| --------------- | -------------------- | ------------------ | ----------------- | ----------------- | ----------------- | ----------------- | ----------------- | ----------------- | --------------- | --------------- | --------------- | --------------- | ---- | ------ |
| Moscovo 2009    | Igor Cukrov e Andrea | "Lijepa Tena"      | 16º               | 55                | 19º               | 58                | 18º               | 45                | Apenas televoto | Apenas televoto | Apenas televoto | Apenas televoto | 13º  | 33     |
| Oslo 2010       | Feminnem             | "Lako je sve"      | Não se qualificou | Não se qualificou | Não se qualificou | Não se qualificou | Não se qualificou | Não se qualificou | 14º             | 22              | 12º             | 54              | 13º  | 33     |
| Düsseldorf 2011 | Daria                | "Celebrate"        | Não se qualificou | Não se qualificou | Não se qualificou | Não se qualificou | Não se qualificou | Não se qualificou | 16º             | 32              | 14º             | 49              | 15º  | 41     |
| Baku 2012       | Nina Badrić          | "Nebo"             | Não se qualificou | Não se qualificou | Não se qualificou | Não se qualificou | Não se qualificou | Não se qualificou | 14º             | 34              | 7º              | 66              | 12º  | 42     |
| Malmö 2013      | Klapa s Mora         | "Mižerja"          | Não se qualificou | Não se qualificou | Não se qualificou | Não se qualificou | Não se qualificou | Não se qualificou | 10º             | 8.00            | 13º             | 9.95            | 13º  | 38     |
| Estocolmo 2016  | Nina Kraljić         | "Lighthouse"       | 19º               | 33                | 22º               | 40                | 23º               | 73                | 10º             | 53              | 7º              | 80              | 10º  | 133    |
| Kiev 2017       | Jacques Houdek       | "My Friend"        | 9º                | 103               | 22º               | 25                | 13º               | 128               | 5º              | 104             | 13º             | 37              | 8º   | 141    |
| Lisboa 2018     | Franka Batelić       | "Crazy"            | Não se qualificou | Não se qualificou | Não se qualificou | Não se qualificou | Não se qualificou | Não se qualificou | 17º             | 17              | 13º             | 46              | 17º  | 63     |
| Tel Aviv 2019   | Roko                 | "The Dream"        | Não se qualificou | Não se qualificou | Não se qualificou | Não se qualificou | Não se qualificou | Não se qualificou | 12º             | 38              | 15º             | 26              | 14º  | 64     |
| Roterdão 2021   | Albina               | "Tick-Tock"        | Não se qualificou | Não se qualificou | Não se qualificou | Não se qualificou | Não se qualificou | Não se qualificou | 9º              | 53              | 10º             | 57              | 11º  | 110    |
| Turim 2022      | Mia Dimšić           | "Guilty Pleasure"  | Não se qualificou | Não se qualificou | Não se qualificou | Não se qualificou | Não se qualificou | Não se qualificou | 12º             | 33              | 10º             | 42              | 11º  | 75     |
| Liverpool 2023  | Let 3                | "Mama ŠČ!"         | 7º                | 112               | 15º               | 11                | 13º               | 123               | Apenas televoto | Apenas televoto | Apenas televoto | Apenas televoto | 8º   | 76     |
| Malmö 2024      | Baby Lasagna         | "Rim Tim Tagi Dim" | 1º                | 337               | 3º                | 210               | 2º                | 547               | Apenas televoto | Apenas televoto | Apenas televoto | Apenas televoto | 1º   | 177    |
| Basileia 2025   | Marko Bošnjak        | "Poison Cake"      | Não se qualificou | Não se qualificou | Não se qualificou | Não se qualificou | Não se qualificou | Não se qualificou | Apenas televoto | Apenas televoto | Apenas televoto | Apenas televoto | 12º  | 28     |

## Comentadores e porta-vozes
| Ano(s) | Televisão             | Televisão                        | Rádio                 | Rádio           | Votação               | Votação           | Votação        | Votação                             | Refs.                              |
| Ano(s) | Comentador(es)        | Emissora                         | Comentador(es)        | Emissora        | Porta-voz             | Idioma utilizado  | Cidade         | Plano de fundo                      | Refs.                              |
| ------ | --------------------- | -------------------------------- | --------------------- | --------------- | --------------------- | ----------------- | -------------- | ----------------------------------- | ---------------------------------- |
| 1993   | Aleksandar Kostadinov | HTV 1                            | Sem transmissão       | Sem transmissão | Veljko Đuretić        | Inglês            | Zagreb         | Nenhum                              | [ 41 ] [ 42 ]                      |
| 1994   | Aleksandar Kostadinov | HRT 1                            | Sem transmissão       | Sem transmissão | Helga Vlahović        | Inglês            | Zagreb         | Catedral de Zagreb                  | [ 43 ] [ 44 ]                      |
| 1995   | Aleksandar Kostadinov | HRT 1                            | Sem transmissão       | Sem transmissão | Danijela Trbović      | Inglês            | Zagreb         | Catedral de Zagreb                  | [ 45 ]                             |
| 1996   | Aleksandar Kostadinov | HRT 1                            | Desconhecido          | HR 2            | Danijela Trbović      | Inglês            | Zagreb         | Catedral de Zagreb                  | [ 46 ]                             |
| 1997   | Aleksandar Kostadinov | HRT 1                            | Desconhecido          | HR 2            | Davor Meštrović       | Inglês            | Zagreb         | Panorama da cidade                  | [ 47 ] [ 48 ]                      |
| 1998   | Aleksandar Kostadinov | HRT 1                            | Desconhecido          | HR 2            | Davor Meštrović       | Inglês            | Zagreb         | Hotel Esplanade                     | [ 49 ] [ 50 ]                      |
| 1999   | Aleksandar Kostadinov | HRT 1                            | Sem transmissão       | Sem transmissão | Marko Rašica          | Inglês            | Zagreb         | Panorama da cidade                  | [ 51 ]                             |
| 2000   | Desconhecido          | HRT 1                            | Sem transmissão       | Sem transmissão | Marko Rašica          | Inglês            | Zagreb         | Panorama da cidade                  | [ 52 ]                             |
| 2001   | Desconhecido          | HRT 1                            | Desconhecido          | HR 2            | Danijela Trbović      | Inglês            | Zagreb         | Rua Ilica                           | [ 53 ]                             |
| 2002   | Ante Batinović        | HRT 1                            | Desconhecido          | HR 2            | Duško Čurlić          | Inglês            | Zagreb         | Rua Ilica                           | [ 54 ]                             |
| 2003   | Danijela Trbović      | HRT 1                            | Desconhecido          | HR 2            | Davor Meštrović       | Inglês            | Zagreb         | Panorama da cidade                  | [ 55 ]                             |
| 2004   | Desconhecido          | HRT 1                            | Sem transmissão       | Sem transmissão | Barbara Kolar         | Inglês            | Zagreb         | Panorama da cidade                  | [ 56 ]                             |
| 2005   | Duško Čurlić          | HRT 2 (semi-final) HRT 1 (final) | Sem transmissão       | Sem transmissão | Barbara Kolar         | Inglês            | Zagreb         | Rua Ilica                           | [ 57 ]                             |
| 2006   | Duško Čurlić          | HRT 2 (semi-final) HRT 1 (final) | Sem transmissão       | Sem transmissão | Mila Horvat           | Inglês            | Zagreb         | Biblioteca Nacional e Universitária | [ 58 ]                             |
| 2007   | Duško Čurlić          | HRT 1                            | Sem transmissão       | Sem transmissão | Barbara Kolar         | Inglês            | Zagreb         | Praça Ban Jelačić                   | [ 59 ]                             |
| 2008   | Duško Čurlić          | HRT 2 (semi-final) HRT 1 (final) | Sem transmissão       | Sem transmissão | Barbara Kolar         | Inglês            | Zagreb         | Praça Ban Jelačić                   | [ 60 ]                             |
| 2009   | Duško Čurlić          | HRT 2 (semi-final) HRT 1 (final) | Sem transmissão       | Sem transmissão | Mila Horvat           | Inglês            | Zagreb         | Museu Etnográfico                   | [ 61 ]                             |
| 2010   | Duško Čurlić          | HRT 2 (semi-final) HRT 1 (final) | Sem transmissão       | Sem transmissão | Mila Horvat           | Inglês            | Zagreb         | Panorama da cidade                  | [ 62 ] [ 63 ] [ 64 ]               |
| 2011   | Duško Čurlić          | HRT 1                            | Sem transmissão       | Sem transmissão | Nevena Rendeli        | Inglês            | Zagreb         | Panorama da cidade                  | [ 65 ]                             |
| 2012   | Duško Čurlić          | HRT 1                            | Sem transmissão       | Sem transmissão | Nevena Rendeli        | Inglês            | Zagreb         | Panorama da cidade                  | [ 65 ]                             |
| 2013   | Duško Čurlić          | HRT 2 (semi-final) HRT 1 (final) | Robert Urlić          | HR 2            | Uršula Tolj           | Inglês            | Zagreb         | Panorama da cidade                  | [ 66 ] [ 67 ]                      |
| 2014   | Aleksandar Kostadinov | HRT 1 (apenas a final)           | Aleksandar Kostadinov | HR 2            | Não participou        | Não participou    | Não participou | Não participou                      | [ 68 ]                             |
| 2015   | Sem transmissão       | Sem transmissão                  | Sem transmissão       | Sem transmissão | Não participou        | Não participou    | Não participou | Não participou                      |                                    |
| 2016   | Duško Čurlić          | HRT 1                            | Zlatko Turkalj        | HR 2            | Nevena Rendeli        | Inglês            | Zagreb         | Estúdios da HRT                     | [ 69 ] [ 70 ]                      |
| 2017   | Duško Čurlić          | HRT 1                            | Zlatko Turkalj        | HR 2            | Uršula Tolj           | Inglês            | Zagreb         | Estúdios da HRT                     | [ 71 ] [ 72 ]                      |
| 2018   | Duško Čurlić          | HRT 1                            | Duško Čurlić          | HR 2            | Uršula Tolj           | Inglês            | Zagreb         | Estúdios da HRT                     | [ 73 ] [ 74 ] [ 75 ] [ 76 ]        |
| 2019   | Duško Čurlić          | HRT 1                            | Duško Čurlić          | HR 2            | Monika Lelas Halambek | Inglês            | Zagreb         | Estúdios da HRT                     | [ 77 ] [ 78 ] [ 79 ]               |
| 2021   | Duško Čurlić          | HRT 1                            | Desconhecido          | HR 2            | Ivan Dorian Molnar    | Inglês            | Zagreb         | Estúdios da HRT                     | [ 80 ] [ 81 ] [ 82 ]               |
| 2022   | Duško Čurlić          | HRT 1                            | Zlatko Turkalj        | HR 2            | Ivan Dorian Molnar    | Inglês e Italiano | Zagreb         | Estúdios da HRT                     | [ 83 ] [ 84 ]                      |
| 2023   | Duško Čurlić          | HRT 1                            | Desconhecido          | HR 2            | Maja Ciglenečki       | Inglês            | Zagreb         | Estúdios da HRT                     | [ 85 ] [ 86 ] [ 87 ] [ 88 ]        |
| 2024   | Duško Čurlić          | HRT 1                            | Zlatko Turkalj        | HR 2            |                       |                   |                |                                     | [ 89 ] [ 90 ] [ 91 ] [ 92 ] [ 93 ] |

### Emissões especiais
| Ano(s)                                                   | Comentador televisivos | Emissora | Ref.   |
| -------------------------------------------------------- | ---------------------- | -------- | ------ |
| Congratulations: 50 Anos do Festival Eurovisão da Canção | Desconhecido           | HRT 1    | [ 94 ] |
| Eurovisão: Europe Shine A Light                          | Duško Čurlić           | HRT 1    | [ 95 ] |

## Maestros
| Ano(s) | Maestro                         |
| ------ | ------------------------------- |
| 1993   | Andrej Baša (semifinal e final) |
| 1994   | Miljenko Prohaska               |
| 1995   | Stipica Kalogjera               |
| 1996   | Alan Bjelinski                  |
| 1997   | Sem maestro                     |
| 1998   | Stipica Kalogjera               |

## Votação
| Croácia deu mais pontos a: | Croácia deu mais pontos a: | Croácia deu mais pontos a: |
| Rank                       | País                       | Pontos                     |
| -------------------------- | -------------------------- | -------------------------- |
| 1                          | Sérvia                     | 220                        |
| 2                          | Bósnia e Herzegovina       | 191                        |
| 3                          | Eslovénia                  | 164                        |
| 4                          | Macedónia do Norte         | 158                        |
| 5                          | Ucrânia                    | 144                        |

| Croácia recebeu mais pontos a: | Croácia recebeu mais pontos a: | Croácia recebeu mais pontos a: |
| Rank                           | País                           | Pontos                         |
| ------------------------------ | ------------------------------ | ------------------------------ |
| 1                              | Eslovénia                      | 233                            |
| 2                              | Bósnia e Herzegovina           | 172                            |
| 2                              | Macedónia do Norte             | 172                            |
| 4                              | Áustria                        | 136                            |
| 5                              | Sérvia                         | 119                            |

## Idiomas a concurso
| Línguas  | Vezes | Anos |
| -------- | ----- | --- |
| Croata   | 21    | 1993, 1994, 1995, 1996, 1997, 1998, 1999, 2000, 2003, 2005, 2006, 2007, 2008, 2009, 2010, 2012, 2013, 2019, 2021, 2022, 2023 |
| Inglês   | 14    | 1993, 2001, 2002, 2003, 2004, 2007, 2011, 2016, 2017, 2018, 2019, 2021, 2022, 2024                                           |
| Italiano | 1     | 2017 |

## Prémios recebidos

### Barbara Dex Award
O Prémio Barbara Dex Award é atribuído pelo website House of Eurovision de 1997 a 2016 e pelo songfestival.be desde 2017, e é um prémio humiristico dado ao artista com a pior indumentária da edição. O nome é dado em "homenagem" à cantora belga, Barbara Dex, que foi a última classificada no Festival Eurovisão da Canção 1993, que vestiu uma indumentária desenhada pela própria.
| Ano  | Artista(s)   | Anfitriã  | Classificação na final | Pontos | Refs.  |
| ---- | ------------ | --------- | ---------------------- | ------ | ------ |
| 2016 | Nina Kraljić | Estocolmo | 23º                    | 73     | [ 98 ] |